# Logic (Rapper)/Diskografie
Diese Diskografie ist eine Übersicht über die musikalischen Werke des US-amerikanischen Rappers Logic. Den Schallplattenauszeichnungen zufolge hat er bisher mehr als 50,1 Millionen Tonträger verkauft, davon alleine in seiner Heimat mehr als 42,5 Millionen. Seine erfolgreichste Veröffentlichung ist die Single Sucker for Pain mit über 5,2 Millionen verkauften Einheiten.

## Alben

### Studioalben
| Jahr | Titel Musiklabel                                                                 | Höchstplatzierung, Gesamtwochen, AuszeichnungChartplatzierungen (Jahr, Titel, Musiklabel, Platzierungen, Wochen, Auszeichnungen, Anmerkungen) | Höchstplatzierung, Gesamtwochen, AuszeichnungChartplatzierungen (Jahr, Titel, Musiklabel, Platzierungen, Wochen, Auszeichnungen, Anmerkungen) | Höchstplatzierung, Gesamtwochen, AuszeichnungChartplatzierungen (Jahr, Titel, Musiklabel, Platzierungen, Wochen, Auszeichnungen, Anmerkungen) | Höchstplatzierung, Gesamtwochen, AuszeichnungChartplatzierungen (Jahr, Titel, Musiklabel, Platzierungen, Wochen, Auszeichnungen, Anmerkungen) | Höchstplatzierung, Gesamtwochen, AuszeichnungChartplatzierungen (Jahr, Titel, Musiklabel, Platzierungen, Wochen, Auszeichnungen, Anmerkungen) | Anmerkungen                              |
| Jahr | Titel Musiklabel                                                                 | DE | AT | CH | UK | US | Anmerkungen                              |
| ---- | -------------------------------------------------------------------------------- | --- | --- | --- | --- | --- | ---------------------------------------- |
| 2014 | Under Pressure Def Jam Recordings / Visionary Music Group (UMG)                  | — | — | — | UK88 Silber · (1 Wo.)UK | US4 Platin · (71 Wo.)US | Erstveröffentlichung: 21. Oktober 2014   |
| 2015 | The Incredible True Story Def Jam Recordings / Visionary Music Group (UMG)       | — | — | — | UK47 (1 Wo.)UK | US3 Platin · (48 Wo.)US | Erstveröffentlichung: 13. November 2015  |
| 2017 | Everybody Def Jam Recordings / Visionary Music Group (UMG)                       | — | — | CH42 (1 Wo.)CH | UK20 (2 Wo.)UK | US1 Platin · (60 Wo.)US | Erstveröffentlichung: 5. Mai 2017        |
| 2018 | YSIV Def Jam Recordings / Visionary Music Group (UMG)                            | — | — | CH64 (1 Wo.)CH | UK19 (3 Wo.)UK | US2 (6 Wo.)US | Erstveröffentlichung: 28. September 2018 |
| 2019 | Confessions of a Dangerous Mind Def Jam Recordings / Visionary Music Group (UMG) | DE76 (1 Wo.)DE | AT32 (1 Wo.)AT | CH19 (2 Wo.)CH | UK12 (2 Wo.)UK | US1 Gold · (15 Wo.)US | Erstveröffentlichung: 10. Mai 2019       |
| 2020 | No Pressure Def Jam Recordings / Visionary Music Group (UMG)                     | DE82 (1 Wo.)DE | AT34 (1 Wo.)AT | CH24 (1 Wo.)CH | UK11 (2 Wo.)UK | US2 (8 Wo.)US | Erstveröffentlichung: 24. Juli 2020      |
| 2022 | Vinyl Days Def Jam Recordings / Visionary Music Group (UMG)                      | — | — | CH78 (1 Wo.)CH | — | US12 (2 Wo.)US | Erstveröffentlichung: 17. Juni 2022      |
| 2023 | College Park BMG Rights Management (BMG)                                         | — | — | — | — | US21 (3 Wo.)US | Erstveröffentlichung: 24. Februar 2023   |
| 2024 | Ultra 85 BobbyBoy Records (BMG)                                                  | — | — | — | — | US45 (1 Wo.)US | Erstveröffentlichung: 9. August 2024     |

### Kompilationen
| Jahr | Titel Musiklabel                               | Höchstplatzierung, Gesamtwochen, AuszeichnungChartplatzierungen (Jahr, Titel, Musiklabel, Platzierungen, Wochen, Auszeichnungen, Anmerkungen) | Höchstplatzierung, Gesamtwochen, AuszeichnungChartplatzierungen (Jahr, Titel, Musiklabel, Platzierungen, Wochen, Auszeichnungen, Anmerkungen) | Höchstplatzierung, Gesamtwochen, AuszeichnungChartplatzierungen (Jahr, Titel, Musiklabel, Platzierungen, Wochen, Auszeichnungen, Anmerkungen) | Höchstplatzierung, Gesamtwochen, AuszeichnungChartplatzierungen (Jahr, Titel, Musiklabel, Platzierungen, Wochen, Auszeichnungen, Anmerkungen) | Höchstplatzierung, Gesamtwochen, AuszeichnungChartplatzierungen (Jahr, Titel, Musiklabel, Platzierungen, Wochen, Auszeichnungen, Anmerkungen) | Anmerkungen                         |
| Jahr | Titel Musiklabel                               | DE | AT | CH | UK | US | Anmerkungen                         |
| ---- | ---------------------------------------------- | --- | --- | --- | --- | --- | ----------------------------------- |
| 2021 | YS Collection, Vol. 1 Def Jam Recordings (UMG) | — | — | — | — | US56 (1 Wo.)US | Erstveröffentlichung: 25. Juni 2021 |

### Mixtapes
| Jahr | Titel Musiklabel                                                                   | Höchstplatzierung, Gesamtwochen, AuszeichnungChartplatzierungen (Jahr, Titel, Musiklabel, Platzierungen, Wochen, Auszeichnungen, Anmerkungen) | Höchstplatzierung, Gesamtwochen, AuszeichnungChartplatzierungen (Jahr, Titel, Musiklabel, Platzierungen, Wochen, Auszeichnungen, Anmerkungen) | Höchstplatzierung, Gesamtwochen, AuszeichnungChartplatzierungen (Jahr, Titel, Musiklabel, Platzierungen, Wochen, Auszeichnungen, Anmerkungen) | Höchstplatzierung, Gesamtwochen, AuszeichnungChartplatzierungen (Jahr, Titel, Musiklabel, Platzierungen, Wochen, Auszeichnungen, Anmerkungen) | Höchstplatzierung, Gesamtwochen, AuszeichnungChartplatzierungen (Jahr, Titel, Musiklabel, Platzierungen, Wochen, Auszeichnungen, Anmerkungen) | Anmerkungen                              |
| Jahr | Titel Musiklabel                                                                   | DE | AT | CH | UK | US | Anmerkungen                              |
| ---- | ---------------------------------------------------------------------------------- | --- | --- | --- | --- | --- | ---------------------------------------- |
| 2010 | Young, Broke and Infamous Selbstverlag                                             | — | — | — | — | — | Erstveröffentlichung: Dezember 2010      |
| 2011 | Young Sinatra Selbstverlag                                                         | — | — | — | — | — | Erstveröffentlichung: 19. September 2011 |
| 2012 | Young Sinatra: Undeniable Visionary Music Group (UMG)                              | — | — | — | — | — | Erstveröffentlichung: 30. April 2012     |
| 2013 | Young Sinatra: Welcome to Forever Def Jam Recordings / Visionary Music Group (UMG) | — | — | — | — | — | Erstveröffentlichung: 7. Mai 2013        |
| 2016 | Bobby Tarantino Def Jam Recordings / Visionary Music Group (UMG)                   | — | — | — | — | US12 Gold · (25 Wo.)US | Erstveröffentlichung: 1. Juli 2016       |
| 2018 | Bobby Tarantino II Def Jam Recordings / Visionary Music Group (UMG)                | DE39 (2 Wo.)DE | AT33 (1 Wo.)AT | CH22 (2 Wo.)CH | UK13 (6 Wo.)UK | US1 Gold · (31 Wo.)US | Erstveröffentlichung: 9. März 2018       |
| 2021 | Bobby Tarantino III Def Jam Recordings / Visionary Music Group (UMG)               | — | — | CH42 (1 Wo.)CH | UK91 (1 Wo.)UK | US26 (1 Wo.)US | Erstveröffentlichung: 30. Juli 2021      |

### Soundtracks
| Jahr | Titel Musiklabel                                             | Höchstplatzierung, Gesamtwochen, AuszeichnungChartplatzierungen (Jahr, Titel, Musiklabel, Platzierungen, Wochen, Auszeichnungen, Anmerkungen) | Höchstplatzierung, Gesamtwochen, AuszeichnungChartplatzierungen (Jahr, Titel, Musiklabel, Platzierungen, Wochen, Auszeichnungen, Anmerkungen) | Höchstplatzierung, Gesamtwochen, AuszeichnungChartplatzierungen (Jahr, Titel, Musiklabel, Platzierungen, Wochen, Auszeichnungen, Anmerkungen) | Höchstplatzierung, Gesamtwochen, AuszeichnungChartplatzierungen (Jahr, Titel, Musiklabel, Platzierungen, Wochen, Auszeichnungen, Anmerkungen) | Höchstplatzierung, Gesamtwochen, AuszeichnungChartplatzierungen (Jahr, Titel, Musiklabel, Platzierungen, Wochen, Auszeichnungen, Anmerkungen) | Anmerkungen                                                            |
| Jahr | Titel Musiklabel                                             | DE | AT | CH | UK | US | Anmerkungen                                                            |
| ---- | ------------------------------------------------------------ | --- | --- | --- | --- | --- | ---------------------------------------------------------------------- |
| 2019 | Supermarket Def Jam Recordings / Visionary Music Group (UMG) | — | — | — | — | US56 (2 Wo.)US | Erstveröffentlichung: 26. März 2019 Soundtrack zum gleichnamigen Roman |

### EPs
| Jahr | Titel Musiklabel                | Anmerkungen                           |
| ---- | ------------------------------- | ------------------------------------- |
| 2023 | 3P Three On One (BMG)           | Erstveröffentlichung: 11. April 2023  |
| 2025 | Aquarius III Three On One (BMG) | Erstveröffentlichung: 17. Januar 2025 |

## Singles

### Als Leadmusiker
| Jahr | Titel Album                                  | Höchstplatzierung, Gesamtwochen, AuszeichnungChartplatzierungen (Jahr, Titel, Album, Platzierungen, Wochen, Auszeichnungen, Anmerkungen) | Höchstplatzierung, Gesamtwochen, AuszeichnungChartplatzierungen (Jahr, Titel, Album, Platzierungen, Wochen, Auszeichnungen, Anmerkungen) | Höchstplatzierung, Gesamtwochen, AuszeichnungChartplatzierungen (Jahr, Titel, Album, Platzierungen, Wochen, Auszeichnungen, Anmerkungen) | Höchstplatzierung, Gesamtwochen, AuszeichnungChartplatzierungen (Jahr, Titel, Album, Platzierungen, Wochen, Auszeichnungen, Anmerkungen) | Höchstplatzierung, Gesamtwochen, AuszeichnungChartplatzierungen (Jahr, Titel, Album, Platzierungen, Wochen, Auszeichnungen, Anmerkungen) | Anmerkungen                                                               |
| Jahr | Titel Album                                  | DE | AT | CH | UK | US | Anmerkungen                                                               |
| --- | -------------------------------------------- | --- | --- | --- | --- | --- | ------------------------------------------------------------------------- |
| 2013 | Two Kings –                                  | — | — | — | — | — | Erstveröffentlichung: 13. September 2013 Logic feat. Chip tha Ripper      |
| 2013 | Like Me –                                    | — | — | — | — | — | Erstveröffentlichung: Dezember 2013 Logic feat. Casey Veggies             |
| 2014 | While You Wait –                             | — | — | — | — | — | Erstveröffentlichung: 15. April 2013                                      |
| 2014 | Under Pressure                               | — | — | — | — | US— GoldUS | Erstveröffentlichung: 16. September 2014                                  |
| 2015 | Like Woah The Incredible True Story          | — | — | — | — | US— GoldUS | Erstveröffentlichung: 9. Oktober 2015                                     |
| 2015 | Fade Away The Incredible True Story          | — | — | — | — | US— PlatinUS | Erstveröffentlichung: 5. November 2015                                    |
| 2016 | Flexicution Bobby Tarantino                  | — | — | — | — | US100 Platin · (1 Wo.)US | Erstveröffentlichung: 14. Juni 2016                                       |
| 2016 | Wrist Bobby Tarantino                        | — | — | — | — | US— GoldUS | Erstveröffentlichung: 24. Juni 2016 feat. Pusha T                         |
| 2017 | Everybody                                    | — | — | — | — | US59 Platin · (2 Wo.)US | Erstveröffentlichung: 30. März 2017                                       |
| 2017 | Black Spiderman Everybody                    | — | — | — | — | US87 Platin · (1 Wo.)US | Erstveröffentlichung: 13. April 2017 feat. Damian Lemar Hudson            |
| 2017 | 1-800-273-8255 Everybody                     | DE45 Gold · (14 Wo.)DE | AT42 (12 Wo.)AT | CH50 (14 Wo.)CH | UK9 ×2Doppelplatin · (23 Wo.)UK | US3 ×8Achtfachplatin · (42 Wo.)US | Erstveröffentlichung: 28. April 2017 feat. Alessia Cara & Khalid          |
| 2017 | Broken People Bright O.S.T.                  | — | — | CH62 (3 Wo.)CH | — | — | Erstveröffentlichung: 27. November 2017 mit Rag ’n’ Bone Man              |
| 2018 | 44 More Bobby Tarantino II                   | — | — | — | UK75 (2 Wo.)UK | US22 Platin · (5 Wo.)US | Erstveröffentlichung: 23. Februar 2018                                    |
| 2018 | Overnight Bobby Tarantino II                 | — | — | — | — | US68 Gold · (1 Wo.)US | Erstveröffentlichung: 27. Februar 2018                                    |
| 2018 | Everyday Bobby Tarantino II                  | DE48 Gold · (10 Wo.)DE | AT51 (5 Wo.)AT | CH60 (3 Wo.)CH | UK46 Silber · (8 Wo.)UK | US29 ×2Doppelplatin · (13 Wo.)US | Erstveröffentlichung: 2. März 2018 mit Marshmello                         |
| 2018 | One Day YSIV                                 | — | — | — | UK99 (1 Wo.)UK | US80 (1 Wo.)US | Erstveröffentlichung: 27. Juli 2018 feat. Ryan Tedder                     |
| 2018 | The Return YSIV                              | — | — | — | — | — | Erstveröffentlichung: 24. August 2018                                     |
| 2018 | Everybody Dies YSIV                          | — | — | — | — | — | Erstveröffentlichung: 7. September 2018                                   |
| 2019 | Keanu Reeves Confessions of a Dangerous Mind | — | — | — | UK86 (1 Wo.)UK | US38 Platin · (3 Wo.)US | Erstveröffentlichung: 18. Januar 2019                                     |
| 2019 | Confessions of a Dangerous Mind              | — | — | — | — | US78 Gold · (1 Wo.)US | Erstveröffentlichung: 22. März 2019                                       |
| 2019 | Homicide Confessions of a Dangerous Mind     | DE38 (2 Wo.)DE | AT16 (2 Wo.)AT | CH12 (3 Wo.)CH | UK15 Gold · (7 Wo.)UK | US5 ×2Doppelplatin · (6 Wo.)US | Erstveröffentlichung: 3. Mai 2019 feat. Eminem                            |
| 2019 | OCD –                                        | — | — | — | — | — | Erstveröffentlichung: 25. Oktober 2019 mit Dwn2Earth                      |
| 2021 | Intro –                                      | — | — | — | — | — | Erstveröffentlichung: 18. Juni 2021                                       |
| 2021 | Vaccine Bobby Tarantino III                  | — | — | — | — | — | Erstveröffentlichung: 2. Juli 2021                                        |
| 2021 | Get Up Bobby Tarantino III                   | — | — | — | — | — | Erstveröffentlichung: 9. Juli 2021                                        |
| 2021 | My Way Bobby Tarantino III                   | — | — | — | — | — | Erstveröffentlichung: 16. Juli 2021                                       |
| 2021 | Call Me Bobby Tarantino III                  | — | — | — | — | — | Erstveröffentlichung: 23. Juli 2021                                       |
| 2021 | Perfect (Remix) –                            | — | — | — | — | — | Erstveröffentlichung: 24. September 2021 feat. Lil Wayne & ASAP Ferg      |
| 2022 | Tetris Vinyl Days                            | — | — | — | — | — | Erstveröffentlichung: 22. April 2022                                      |
| 2022 | Therapy Music Vinyl Days                     | — | — | — | — | — | Erstveröffentlichung: 6. Mai 2022 feat. Russ                              |
| 2022 | Vinyl Days                                   | — | — | — | — | — | Erstveröffentlichung: 20. Mai 2022 feat. DJ Premier                       |
| 2022 | Orville Vinyl Days                           | — | — | — | — | — | Erstveröffentlichung: 27. Mai 2022 feat. Like, Blu & Exile                |
| 2022 | Bleed It Vinyl Days                          | — | — | — | — | — | Erstveröffentlichung: 3. Juni 2022                                        |
| 2022 | Breath Control Vinyl Days                    | — | — | — | — | — | Erstveröffentlichung: 10. Juni 2022 feat. Wiz Khalifa                     |
| 2022 | Fade Away –                                  | — | — | — | — | — | Erstveröffentlichung: 23. Dezember 2022 feat. Norah Jones                 |
| 2023 | Wake Up College Park                         | — | — | — | — | — | Erstveröffentlichung: 13. Januar 2023 feat. Lucy Rose                     |
| 2023 | Highlife College Park                        | — | — | — | — | — | Erstveröffentlichung: 31. Januar 2023                                     |
| 2023 | Paradise II College Park                     | — | — | — | — | — | Erstveröffentlichung: 7. Februar 2023 feat. Norah Jones                   |
| 2023 | Lightsabers College Park                     | — | — | — | — | — | Erstveröffentlichung: 22. Februar 2023 feat. C Dot Castro                 |
| 2023 | My Own Lane –                                | — | — | — | — | — | Erstveröffentlichung: 19. Mai 2023 mit Langston Bristol                   |
| 2023 | Juice II –                                   | — | — | — | — | — | Erstveröffentlichung: 26. Mai 2023                                        |
| 2023 | Figure It Out –                              | — | — | — | — | — | Erstveröffentlichung: 21. Juni 2023                                       |
| 2023 | Check Please –                               | — | — | — | — | — | Erstveröffentlichung: 28. Juni 2023 feat. C Dot Castro & T Man the Wizard |
| 2023 | Noell –                                      | — | — | — | — | — | Erstveröffentlichung: 5. Juli 2023                                        |
| 2023 | Masked Up –                                  | — | — | — | — | — | Erstveröffentlichung: 9. August 2023 mit C Dot Castro                     |
| 2023 | D.A.R.E –                                    | — | — | — | — | — | Erstveröffentlichung: 20. September 2023 mit JRB                          |
| 2024 | Fear Ultra 85                                | — | — | — | — | — | Erstveröffentlichung: 2. Februar 2024                                     |
| 2024 | 44ever Ultra 85                              | — | — | — | — | — | Erstveröffentlichung: 19. April 2024                                      |
| 2024 | Deja Vu Ultra 85                             | — | — | — | — | — | Erstveröffentlichung: 31. Mai 2024 feat. DJ Drama                         |
| 2024 | Mission Control Ultra 85                     | — | — | — | — | — | Erstveröffentlichung: 19. Juli 2024 feat. T Man the Wizard                |
| 2024 | Teleport Ultra 85                            | — | — | — | — | — | Erstveröffentlichung: 5. August 2024                                      |
| 2025 | Oh My God –                                  | — | — | — | — | — | Erstveröffentlichung: 31. Januar 2025 mit Matt Corman                     |
| 2025 | Pipeline –                                   | — | — | — | — | — | Erstveröffentlichung: 13. Februar 2025 mit Oddisee                        |
| Folgende Lieder erschienen nicht als Single, wurden aber durch das Album zum Download und Streaming bereitgestellt und konnten somit eine Platzierung erlangen: |                                              | | | | | |                                                                           |
| |                                              | | | | | |                                                                           |
| 2018 | Contra Bobby Tarantino II                    | — | — | — | UK84 (1 Wo.)UK | US60 Gold · (1 Wo.)US | Videoauskopplung: 14. Juni 2018                                           |
| 2018 | Indica Badu Bobby Tarantino II               | — | — | — | — | US56 Gold · (1 Wo.)US | feat. Wiz Khalifa                                                         |
| 2018 | Midnight Bobby Tarantino II                  | — | — | — | — | US74 Gold · (1 Wo.)US |                                                                           |
| 2018 | Wassup Bobby Tarantino II                    | — | — | — | — | US83 (1 Wo.)US | feat. Big Sean                                                            |
| 2018 | Yuck Bobby Tarantino II                      | — | — | — | — | US87 (1 Wo.)US |                                                                           |
| 2018 | Boomtrap Protocol Bobby Tarantino II         | — | — | — | — | US97 (1 Wo.)US |                                                                           |
| 2018 | Warm It Up Bobby Tarantino II                | — | — | — | — | US98 (1 Wo.)US | feat. Young Sinatra                                                       |
| 2020 | Perfect No Pressure                          | — | — | — | — | US95 Gold · (1 Wo.)US |                                                                           |

### Als Gastmusiker
| Jahr | Titel Album                              | Höchstplatzierung, Gesamtwochen, AuszeichnungChartplatzierungen (Jahr, Titel, Album, Platzierungen, Wochen, Auszeichnungen, Anmerkungen) | Höchstplatzierung, Gesamtwochen, AuszeichnungChartplatzierungen (Jahr, Titel, Album, Platzierungen, Wochen, Auszeichnungen, Anmerkungen) | Höchstplatzierung, Gesamtwochen, AuszeichnungChartplatzierungen (Jahr, Titel, Album, Platzierungen, Wochen, Auszeichnungen, Anmerkungen) | Höchstplatzierung, Gesamtwochen, AuszeichnungChartplatzierungen (Jahr, Titel, Album, Platzierungen, Wochen, Auszeichnungen, Anmerkungen) | Höchstplatzierung, Gesamtwochen, AuszeichnungChartplatzierungen (Jahr, Titel, Album, Platzierungen, Wochen, Auszeichnungen, Anmerkungen) | Anmerkungen |
| Jahr | Titel Album                              | DE | AT | CH | UK | US | Anmerkungen |
| ---- | ---------------------------------------- | --- | --- | --- | --- | --- | --- |
| 2007 | Perfect Day –                            | — | — | — | — | — | Erstveröffentlichung: 7. Dezember 2007 Jim Jones feat. Chink Santana & Logic                                                                   |
| 2013 | I Got This –                             | — | — | — | — | — | Erstveröffentlichung: 27. Mai 2013 Tyler Thomas feat. Logic & Vic Mensa                                                                        |
| 2016 | Sucker for Pain Suicide Squad: The Album | DE8 Platin · (29 Wo.)DE | AT6 (26 Wo.)AT | CH16 Gold · (22 Wo.)CH | UK11 ×2Doppelplatin · (22 Wo.)UK | US15 ×3Dreifachplatin · (22 Wo.)US | Erstveröffentlichung: 24. Juni 2016 Verkäufe: + 5.283.333; Lil Wayne, Wiz Khalifa & Imagine Dragons feat. Logic, Ty Dolla $ign & X Ambassadors |
| 2018 | Pray The Thrill of It All                | — | AT71 (1 Wo.)AT | CH27 (3 Wo.)CH | UK26 Gold · (9 Wo.)UK | US55 Platin · (1 Wo.)US | Erstveröffentlichung: 29. März 2018 Verkäufe: + 1.810.000; Sam Smith feat. Logic                                                               |
| 2018 | Start Again 13 Reasons Why: Season 2     | DE87 (2 Wo.)DE | AT72 (2 Wo.)AT | CH53 (7 Wo.)CH | — | — | Erstveröffentlichung: 18. Mai 2018 Verkäufe: + 105.000; OneRepublic feat. Logic                                                                |
| 2019 | Isis ADHD                                | — | — | CH62 (1 Wo.)CH | UK42 Silber · (2 Wo.)UK | US59 ×2Doppelplatin · (2 Wo.)US | Erstveröffentlichung: 24. Mai 2019 Verkäufe: + 2.265.000; Joyner Lucas feat. Logic                                                             |
| 2019 | Twisted Montana                          | — | — | — | — | — | Erstveröffentlichung: 11. Oktober 2019 French Montana feat. Juicy J, Logic & ASAP Rocky                                                        |
| 2023 | Sweeter Scars Up in Flames               | — | — | — | — | — | Erstveröffentlichung: 28. April 2023 Just Juice feat. Logic & Trippie Redd                                                                     |
| 2023 | Keep Being You Hoppa and Friends 3       | — | — | — | — | — | Erstveröffentlichung: 15. September 2023 DJ Hoppa feat. Logic & Marlon Craft                                                                   |
| 2023 | For What? Super Microphonus              | — | — | — | — | — | Erstveröffentlichung: 12. Dezember 2023 Peanuts feat. Logic & 6ix                                                                              |
| 2023 | Intergalactic Icons Welcome to Shaolin   | — | — | — | — | — | Erstveröffentlichung: 15. Dezember 2023 Riff Raff feat. Logic & Conway the Machine                                                             |
| 2024 | Blah Once in a Blue Moon                 | — | — | — | — | — | Erstveröffentlichung: 1. November 2024 Kota the Friend feat. Statik Selektah & Logic                                                           |

## Sonderveröffentlichungen
Gastbeiträge
- 2015: Transmission (mit X Ambassadors & Zedd)
- 2016: All of Me (mit Big Gigantic & Rozes, US: Gold)
- 2018: Caterpillar Remix (mit Royce da 5′9″ & King Green)
- 2019: Fun Up Here (mit Mike Posner)

## Statistik

### Chartauswertung
|                     | DE    | AT    | CH    | UK    | US     |
| ------------------- | ----- | ----- | ----- | ----- | ------ |
| Nummer-eins-Alben   | DE—DE | AT—AT | CH—CH | UK—UK | US3US  |
| Top-10-Alben        | DE—DE | AT—AT | CH—CH | UK—UK | US7US  |
| Alben in den Charts | DE3DE | AT3AT | CH7CH | UK8UK | US14US |

|                       | DE    | AT    | CH    | UK     | US     |
| --------------------- | ----- | ----- | ----- | ------ | ------ |
| Nummer-eins-Singles   | DE—DE | AT—AT | CH—CH | UK—UK  | US—US  |
| Top-10-Singles        | DE1DE | AT1AT | CH—CH | UK1UK  | US2US  |
| Singles in den Charts | DE5DE | AT6AT | CH8CH | UK10UK | US22US |

### Auszeichnungen für Musikverkäufe
| Goldene Schallplatte - Australien - 2020: für die Single Isis - 2023: für die Single Start Again - Belgien - 2016: für die Single Sucker for Pain - 2017: für die Single 1-800-273-8255 - Brasilien - 2018: für die Single Pray - 2024: für die Single Start Again - Dänemark - 2019: für die Single Everyday - 2019: für die Single Pray - 2022: für das Album Bobby Tarantino II - 2024: für die Single Homicide - Kanada - 2018: für das Single 44 More - Mexiko - 2019: für die Single Pray - Neuseeland - 2018: für die Single Everybody - 2019: für die Single Flexicution - 2019: für das Single 44 More - 2020: für das Album Bobby Tarantino II - 2021: für das Album Under Pressure - 2021: für das Album Confessions of a Dangerous Mind - Norwegen - 2023: für die Single Isis - Polen - 2020: für die Single Pray - 2021: für das Single Everyday - Portugal - 2023: für die Single Pray - Schweden - 2018: für die Single Pray - Spanien - 2024: für die Single 1-800-273-8255 - Vereinigte Staaten - 2019: für das Lied Till the End - 2019: für das Lied Lord Willin’ - 2019: für das Lied I Am the Greatest - 2019: für das Lied Super Mario World - 2020: für das Lied Take It Back - 2020: für das Lied Young Jesus - 2021: für das Lied Soul Food - 2021: für das Lied Run It - 2021: für das Lied Buried Alive - 2024: für das Lied Ayy | Platin-Schallplatte - Australien - 2016: für die Single Sucker for Pain - 2023: für die Single Pray - Brasilien - 2024: für die Single Homicide - Dänemark - 2018: für die Single Sucker for Pain - 2021: für das Album Everybody - Frankreich - 2017: für die Single Sucker for Pain - 2024: für die Single 1-800-273-8255 - Italien - 2018: für die Single 1-800-273-8255 - 2019: für die Single Start Again - Kanada - 2018: für das Single Everyday - Neuseeland - 2019: für die Single Pray - 2020: für das Album Everybody - 2020: für die Single Homicide - 2021: für die Single Everyday - Polen - 2021: für die Single 1-800-273-8255 - Portugal - 2018: für die Single 1-800-273-8255 - 2019: für die Single Sucker for Pain - 2022: für das Single Everyday - Spanien - 2024: für die Single Sucker for Pain - Vereinigte Staaten - 2019: für das Lied Alright - 2021: für das Lied Gang Related - 2023: für das Lied Nikki - 2023: für das Lied 44 Bars | 2× Platin-Schallplatte - Brasilien - 2024: für die Single 1-800-273-8255 - 2024: für die Single Everyday - Dänemark - 2020: für die Single 1-800-273-8255 - Italien - 2018: für die Single Sucker for Pain - Kanada - 2023: für die Single Pray - Polen - 2023: für die Single Sucker for Pain 3× Platin-Schallplatte - Australien - 2018: für die Single 1-800-273-8255 - Neuseeland - 2022: für die Single Sucker for Pain 5× Platin-Schallplatte - Kanada - 2018: für die Single 1-800-273-8255 - Neuseeland - 2025: für die Single 1-800-273-8255 |

Anmerkung: Auszeichnungen in Ländern aus den Charttabellen bzw. Chartboxen sind in ebendiesen zu finden.
| Land/RegionAuszeichnungen für Musikverkäufe (Land/Region, Auszeichnungen, Verkäufe, Quellen) | Silber     | Gold       | Platin       | Verkäufe   | Quellen                 |
| -------------------------------------------------------------------------------------------- | ---------- | ---------- | ------------ | ---------- | ----------------------- |
| Australien (ARIA)                                                                            | —          | 2× Gold2   | 5× Platin5   | 420.000    | aria.com.au             |
| Belgien (BRMA)                                                                               | —          | 2× Gold2   | —            | 30.000     | ultratop.be             |
| Brasilien (PMB)                                                                              | —          | 2× Gold2   | 5× Platin5   | 240.000    | pro-musicabr.org.br     |
| Dänemark (IFPI)                                                                              | —          | 4× Gold4   | 4× Platin4   | 470.000    | ifpi.dk                 |
| Deutschland (BVMI)                                                                           | —          | 2× Gold2   | Platin1      | 750.000    | musikindustrie.de       |
| Frankreich (SNEP)                                                                            | —          | —          | 2× Platin2   | 333.333    | snepmusique.com         |
| Italien (FIMI)                                                                               | —          | —          | 4× Platin4   | 200.000    | fimi.it                 |
| Kanada (MC)                                                                                  | —          | Gold1      | 8× Platin8   | 680.000    | musiccanada.com         |
| Mexiko (AMPROFON)                                                                            | —          | Gold1      | —            | 30.000     | Einzelnachweise         |
| Neuseeland (RMNZ)                                                                            | —          | 6× Gold6   | 12× Platin12 | 412.500    | radioscope.co.nz NZ2    |
| Norwegen (IFPI)                                                                              | —          | Gold1      | —            | 30.000     | ifpi.no                 |
| Polen (ZPAV)                                                                                 | —          | 2× Gold2   | 3× Platin3   | 185.000    | olis.pl                 |
| Portugal (AFP)                                                                               | —          | Gold1      | 3× Platin3   | 35.000     | Einzelnachweise         |
| Schweden (IFPI)                                                                              | —          | Gold1      | —            | 40.000     | sverigetopplistan.se    |
| Schweiz (IFPI)                                                                               | —          | Gold1      | —            | 15.000     | hitparade.ch            |
| Spanien (Promusicae)                                                                         | —          | Gold1      | Platin1      | 90.000     | elportaldemusica.es ES2 |
| Vereinigte Staaten (RIAA)                                                                    | —          | 23× Gold23 | 31× Platin31 | 42.500.000 | riaa.com                |
| Vereinigtes Königreich (BPI)                                                                 | 3× Silber3 | 2× Gold2   | 4× Platin4   | 3.660.000  | bpi.co.uk               |
| Insgesamt                                                                                    | 3× Silber3 | 52× Gold52 | 83× Platin83 |            |                         |